# Čertova strouha
Čertova strouha – potok górski w Sudetach Zachodnch, w Karkonoszach, w Czechach, w kraju hradeckim.
Górski potok o długości około 3,0 km, należący do zlewiska Morza Północnego, prawy dopływ Białej Łaby (czes. Bílé Labe). Źródła potoku położone są na wysokości około 1430 m n.p.m., na obszarze szerokiego obniżenia południowo-zachodnich zboczy Smogorni. Potok w początkowo spływa łagodnie łąką w kierunku zachodnim, z lekkim odchyleniem ku północy, po czym zakręca na południe i w środkowym i dolnym biegu spływa stromo przez Čertův důl do Doliny Białej Łaby, jednej z najładniejszych dolin w Karkonoszach. Čertův důl opada stromo, a potok staje się rwący, tworzy kaskady oraz mniejsze wodospady. Uchodzi do Białej Łaby na wysokości 996,2 m n.p.m., obok schroniska U Bílého Labe.